# Políptico de Santa Ana
O Políptico de Santa Ana é um políptico de pinturas a óleo sobre madeira pintadas no período de 1500-1520 pelo artista flamengo Gerard David que foi desmembrado e cujas pinturas se encontram dispersas estando actualmente expostas na National Gallery of Art, em Washington, D.C., no Museu de Arte de Toledo, em Toledo (Ohio) e nas Galerias Nacionais da Escócia, em Edimburgo.
Estes painéis pintados por Gerard David faziam parte de um grande retábulo de mais de dois metros e meio de altura, conhecido como o Retábulo de Santa Ana
O Políptico de Santa Ana engloba as seguintes pinturas:
- Santa Ana, a Virgem Maria e o Menino Jesus - painel central
- São Nicolau - painel esquerdo
- Santo António - painel direito
- São Nicolau recém-nascido de pé a rezar - predela esquerda
- São Nicolau ajuda um viúvo pobre- predela esquerda
- São Nicolau bispo revivendo três meninos assassinados- predela esquerda
- A Mula Ajoelhando-se perante a Hóstia - predela direita
- Santo António reanima a criança afogada- predela direita
- Santo António pregando aos peixes - predela direita.

Os três painéis centrais constituintes deste Políptico estão actualmente na National Gallery of Art, em Washington, D.C., outros três painéis de dimensões menores com Três Cenas da Vida de São Nicolau, encontram-se nas Galerias Nacionais da Escócia, em Edimburgo e os outros três painéis de dimensões menores com Três Cenas da Vida de São Nicolau encontram-se no Museu de Arte de Toledo, em Toledo (Ohio).

## Reconstituição conjectural
|  |  |  |  |  |
|  |  |  |  |  |

## Descrição

### Santa Ana, a Virgem Maria e o Menino Jesus

Santa Ana, a Virgem Maria e o Menino Jesus

Santa Ana, a Virgem Maria, e o Menino Jesus é o painel central do Políptico tendo uma superfície pintada de 232.5 cm de altura por 96 cm de largura e representa conforme o título Santa Ana, a sua filha, a Virgem Maria, e o seu neto, o Menino Jesus.
Santa Ana com um largo manto encarnado e cabeção branco a envolver o tronco está sentada numa cadeira com espaldar dominando a cena numa configuração triangular e tendo sentada sobre o joelho direito a sua filha, a Virgem Maria, que por sua vez tem sentado sobre si amparando-o o Menino Jesus que lê um livro aberto com iluminuras que é seguro por Santa Ana.
Cada um dos quatro topos dos braços e costas da cadeira tem uma estátua de um putto em monocromático a imitar estátuas de mármore. A cobrir o espaldar da cadeira e até ao limite superior da pintura está um pano de honra duplo com desenhos vegetalistas e aos pés da Santa está um tapete com desenhos geométricos ao centro e duas bandas laterais com planta com frutos.
No alto da sua fronte a prender o cabelo, a Virgem Maria tem uma bandolete com a inscrição: SVSSIPE MARIA MATER GRACIE

### São Nicolau
O painel São Nicolau representa obviamente a figura do santo católico Nicolau de Mira.
São Nicolau foi arcebispo de Mira (Lícia), na Ásia Menor, no século IV, tendo ficado famoso pela sua bondade para com as crianças, tendo sido associado nos tempos modernos à figura do Santa Claus/Pai Natal.
Nesta pintura, a figura erecta de Nicolau está representada a três quartos com as vestes de bispo, designadamente a mitra e o báculo.

### Santo António

Santo António

O painel Santo António representa obviamente a figura erecta do santo franciscano António.
Santo António está representado de frente para quem olha a pintura vestido com o hábito franciscano e descalço, como se representavam as figuras santas em muitas pinturas daquela época. Santo António segura duas das insígnias tradicionais da sua iconografia, uma cruz de madeira com a mão direita e um livro aberto onde está sentado o Menino Jesus que segura com a mão esquerda.
Em segundo plano, enquadrado por um arco com vista para o exterior, vê-se um prado com algumas flores e ao longe uma torre no estilo flamengo.

### Cenas da Vida de São Nicolau

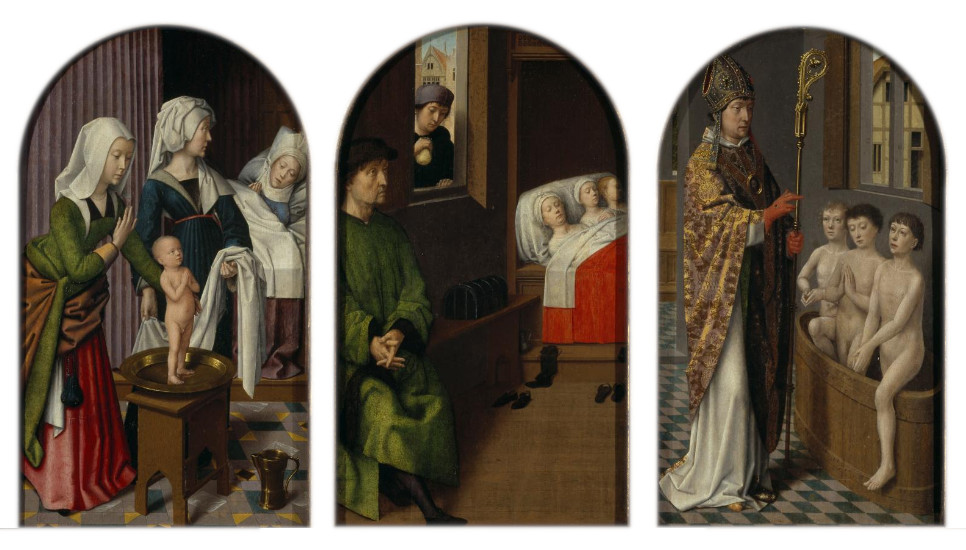
Cenas da Vida de São Nicolau

Na predela esquerda, com imagens relativas a S. Nicolau, estão três cenas da vida deste Santo. A cena cronologicamente mais antiga mostra Nicolau como recém-nascido miraculosamente de pé a rezar. Depois, no painel central da predela, o Santo já adulto olha pela janela da casa de um viúvo pobre onde se vêem as três filhas do viúvo deitadas. O Santo está representado com uma bolsa de dinheiro que será o seu presente anónimo de dote de casamento que salvará o pai e as filhas da indigência. Finalmente, São Nicolau é mostrado como bispo a reanimar três meninos que haviam sido assassinados.

### Cenas da Vida de S. António
Fazendo parte da predela do lado direito existem três outras pinturas de menores dimensões com imagens relativas à vida de S. António.

#### A Mula Ajoelhando-se perante a Óstia
Um das pinturas refere-se ao milagre da mula. Para convencer um herege da presença de Cristo no sacramento da Eucaristia, S. António ofereceu hóstias da Comunhão a uma mula faminta que imediatamente se ajoelhou milagrosamente diante delas.

#### Santo António reanima a criança afogada
Nesta outra pintura, António traz de volta à vida um menino cujos pais haviam sido acusados do seu assassinato. A criança viva de novo declara a inocência de seus pais.

#### Santo António pregando aos peixes
A terceira pintura representa um muito conhecido episódio da vida de Santo António. Estando a pregar na cidade de Rimini e face à pouca atenção que as pessoas lhe davam, António decide pregar para os peixes que ouvem atentamente.

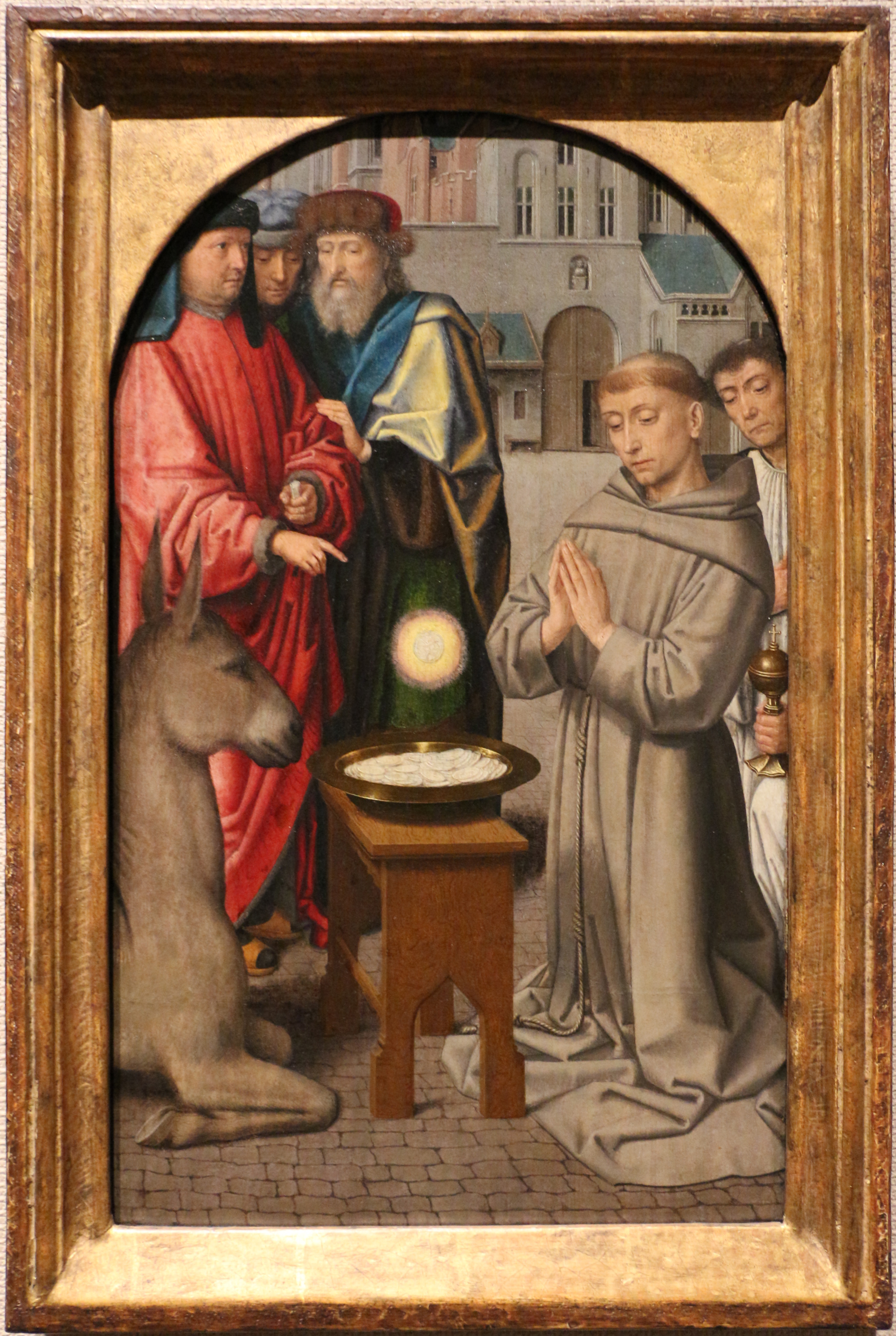
A Mula Ajoelhando-se perante a Hóstia
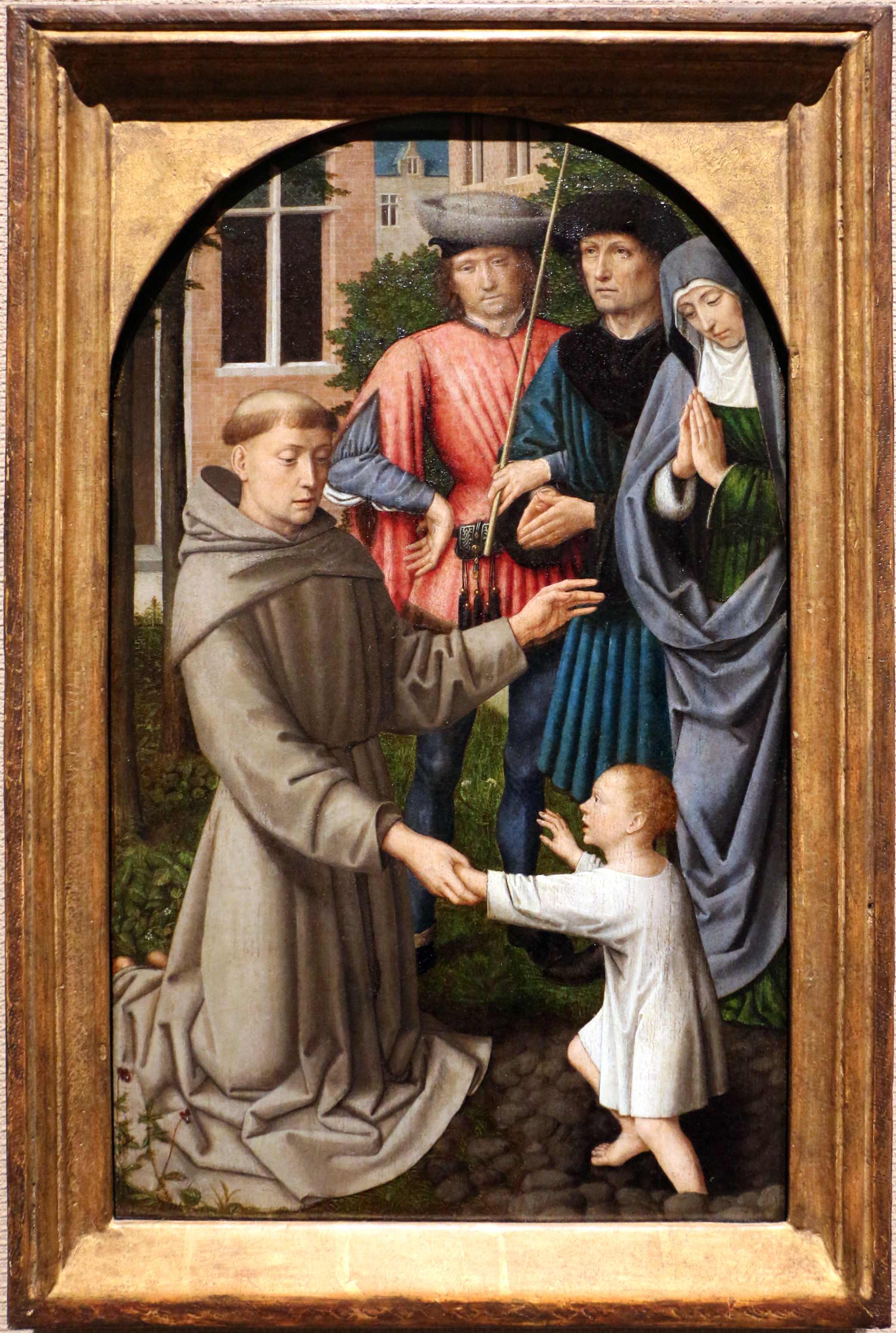
Santo António reanima a criança afogada
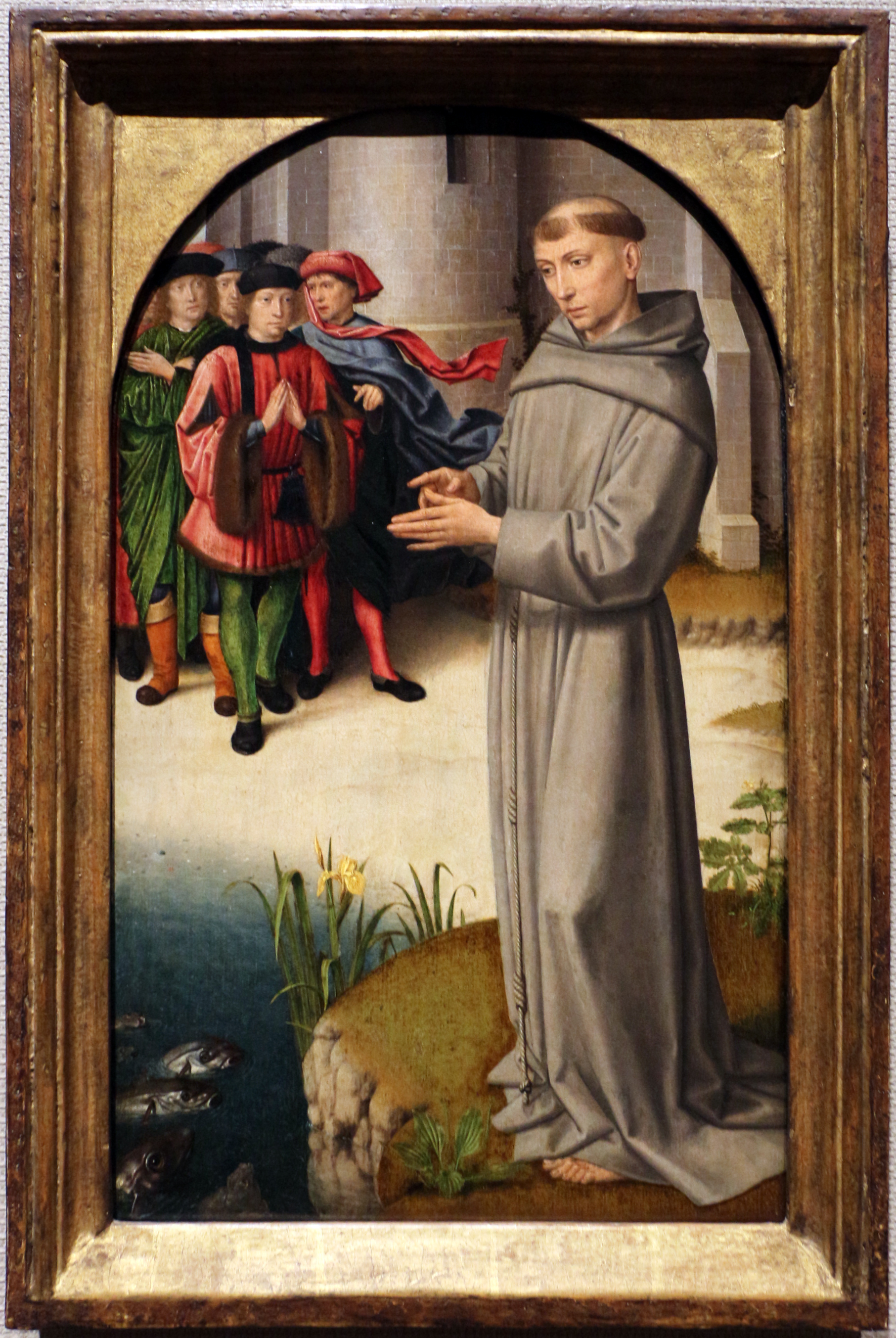
Santo António pregando aos peixes